# Parseval-Naatz PN 29
Parseval-Naatz PN 29 var ett Tysklandstillverkat halvstyvt luftskepp. 
Luftskeppet konstruerades av August von Parseval 1929, efter att det färdigställts vid Wasser- und Luftfahrtzeug i Seddin gavs det den tyska registreringen D-PN29. Det såldes till AB Luftskeppsreklam i Stockholm, och fördes in i det svenska luftfartygsregistret 21 maj 1930 som SE-ACG.
Företaget använde luftskeppet som reklambärare för det stora varuhuset för damkläder Sidenhuset i Stockholm. På luftskeppets båda sidor var företagets namn målat med ca 3 meter höga bokstäver. Flygningarna genomfördes i anslutning till Stockholmsutställningen. Efter genomförda flygningar under dagtid parkerades luftskeppet nattetid på Gärdet. Under första flygveckan försämrades vädret och under en nattparkering skadades luftskeppet av en kraftig stormby. von Parseval kom upp till Stockholm från Tyskland för att bedöma skadornas omfattning, han beslöt att föra luftskeppet till fabriken för reparation. Under återflygningen till Pommern havererade luftskeppet strax söder om Öland 4 juni 1930. De ombordvarande räddades av ett tyskt ångfartyg medan luftskeppet sjönk till botten.  
SE-ACG Sidenhuset är det enda luftskepp som har varit infört i det svenska luftfartygsregistret.